# Лебанон (Нью-Йорк)
Лебанон (англ. Lebanon) — місто (англ. town) в США, в окрузі Медісон штату Нью-Йорк. Населення — 1326 осіб (2020).

## Демографія
Згідно з переписом 2010 року, у місті мешкали 1332 особи в 530 домогосподарствах у складі 366 родин. Було 685 помешкань
Расовий склад населення:
| - 98,2 % — білих - 0,5 % — корінних американців - 0,2 % — чорних або афроамериканців - 0,1 % — вихідців з тихоокеанських островів - 0,1 % — азіатів |

До двох чи більше рас належало 0,8 %. Частка іспаномовних становила 2,2 % від усіх жителів.
За віковим діапазоном населення розподілялося таким чином: 23,6 % — особи молодші 18 років, 60,1 % — особи у віці 18—64 років, 16,3 % — особи у віці 65 років та старші. Медіана віку мешканця становила 43,2 року. На 100 осіб жіночої статі у місті припадало 105,9 чоловіків;  на 100 жінок у віці від 18 років та старших — 102,8 чоловіків також старших 18 років.
Середній дохід на одне домашнє господарство  становив 75 830 доларів США (медіана — 61 797), а середній дохід на одну сім'ю — 79 324 долари (медіана — 67 500). Медіана доходів становила 35 625 доларів для чоловіків та 33 333 долари для жінок. За межею бідності перебувало 6,1 % осіб, у тому числі 3,8 % дітей у віці до 18 років та 5,2 % осіб у віці 65 років та старших.
Цивільне працевлаштоване населення становило 733 особи. Основні галузі зайнятості: освіта, охорона здоров'я та соціальна допомога — 31,4 %, сільське господарство, лісництво, риболовля — 14,7 %, мистецтво, розваги та відпочинок — 11,2 %, будівництво — 8,7 %.